# Raymonde Dien
Pour les articles homonymes, voir Dien (homonymie).
Raymonde Dien, née le 13 mai 1929 à Mansigné et morte le 19 août 2022, à Saint-Denis, est une militante communiste française, connue pour avoir été emprisonnée pendant dix mois en 1950 à la suite d'une action de protestation contre la guerre d'Indochine.

## Biographie
Le 23 février 1950, Raymonde Dien, sténodactylo, participe avec des centaines d'autres membres et sympathisants du PCF à une manifestation improvisée à la gare de Saint-Pierre-des-Corps pour ralentir la marche d'un train militaire dont le chargement de blindés est destiné à l'Indochine. La foule occupe la voie de chemin de fer, certains manifestants se couchant sur les rails. La manifestation terminée, une femme en pantalon est signalée par les militaires du convoi aux policiers, qui se rendent dans l'après midi au siège local du parti, y trouvent seule Raymonde Dien, la reconnaissent au signalement, l'arrêtent, la font reconnaître par les mêmes témoins, et l'accusent de s'être couchée sur les rails.
Elle est emprisonnée à Tours. Elle est la seule manifestante poursuivie, le secrétaire de la section des cheminots de la CGT étant, lui, libéré au bout de trois semaines. Elle est inculpée sous le chef de « complicité de détérioration de matériel susceptible d’être employé pour la Défense nationale » et est transférée au fort du Hâ à Bordeaux, où elle est incarcérée avec deux ex-secrétaires de la Gestapo libérables. Défendue par l'avocate Marie-Louise Jacquier-Cachin,, elle est condamnée au terme du deuxième jour du procès, le 1er juin 1950, par un tribunal militaire à un an de prison ferme et quinze ans de déchéance de ses droits civiques.
À l'instar d'Henri Martin, elle devient un symbole de l'opposition contre la guerre d'Indochine. Elle bénéficie d'une campagne de soutien de grande ampleur, en France et dans le Bloc de l'Est. Elle reçoit ainsi de nombreuses lettres de soutien depuis sa cellule de prison. En France, Maurice Thorez déclare : « Il faut arracher à leurs geôles, Raymonde Dien et Henri Martin ». Cette association entre Henri Martin et Raymonde Dien, est accentuée par l'existence d'une chanson militante :

« Henri Martin, Raymonde Dien
 
N’ veulent pas qu’on tue les Vietnamiens
 
Ils aiment tant la paix
 
Qu’aux juges ils sont suspects,. »

Raymonde Dien est libérée à Noël 1950. Elle est ensuite, de 1953 à 1958, une dirigeante de l’Union des jeunes filles de France, branche féminine des organisations de jeunesse du PCF.
Du 1er avril 1960 à juillet 1963, elle travaille comme secrétaire de Jean Breteau, à la Fédération CGT de la Métallurgie, puis elle est employée comme secrétaire de la Régie générale de publicité, qui devint l’Agence centrale de publicité (ACP), œuvrant pour la presse communiste. En septembre 1985, elle part en pré-retraite jusqu'à sa retraite en 1989. Avec son mari, ils se retirent en Touraine.
En 2004, la médaille de l’Amitié du Vietnam lui est décernée et une rue reçoit à son nom à Hô Chi Minh-Ville. Elle passe ses dernières années à la maison de retraite du Laurier noble à Saint-Denis, où elle meurt le 19 août 2022.

## Hommages
- En France :
  - Il existe une rue du 23 février  1950 à Saint-Pierre-des-Corps.

- Au Viêt Nam :
  - On lui remet, le 2 septembre 2004, la Médaille de l'Amitié du Viêt Nam.
  - Une rue du 7e arrondissement de Hô-Chi-Minh-Ville porte son nom : đường Raymondienne[11].

- En URSS :
  - En 1953, Valerian Kirhoglani (ru) réalise une statue qui sera érigée au parc de la Victoire à Léningrad. Elle représente Raymonde Dien, allongée sur une voie de chemin de fer. Une copie de cette statue existe à Zelenogorsk.
  - En 1950, un passage de l'oratorio intitulé « На страже мира » (trad:La garde de la paix), composé par Sergueï Prokofiev et écrit par Samouil Marchak, constitue un hommage à Raymonde Dien.

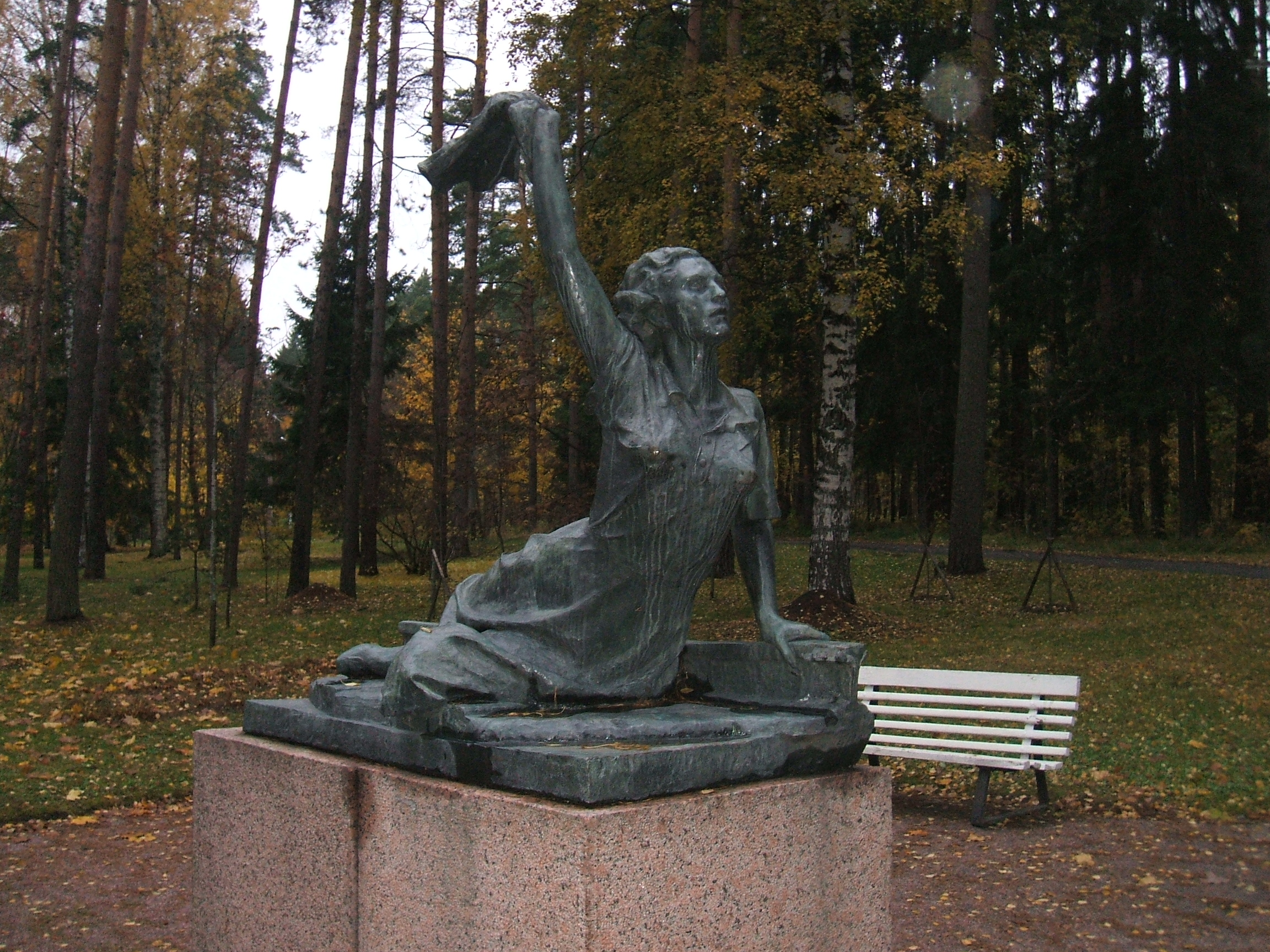
La statue de Zelenogorsk.
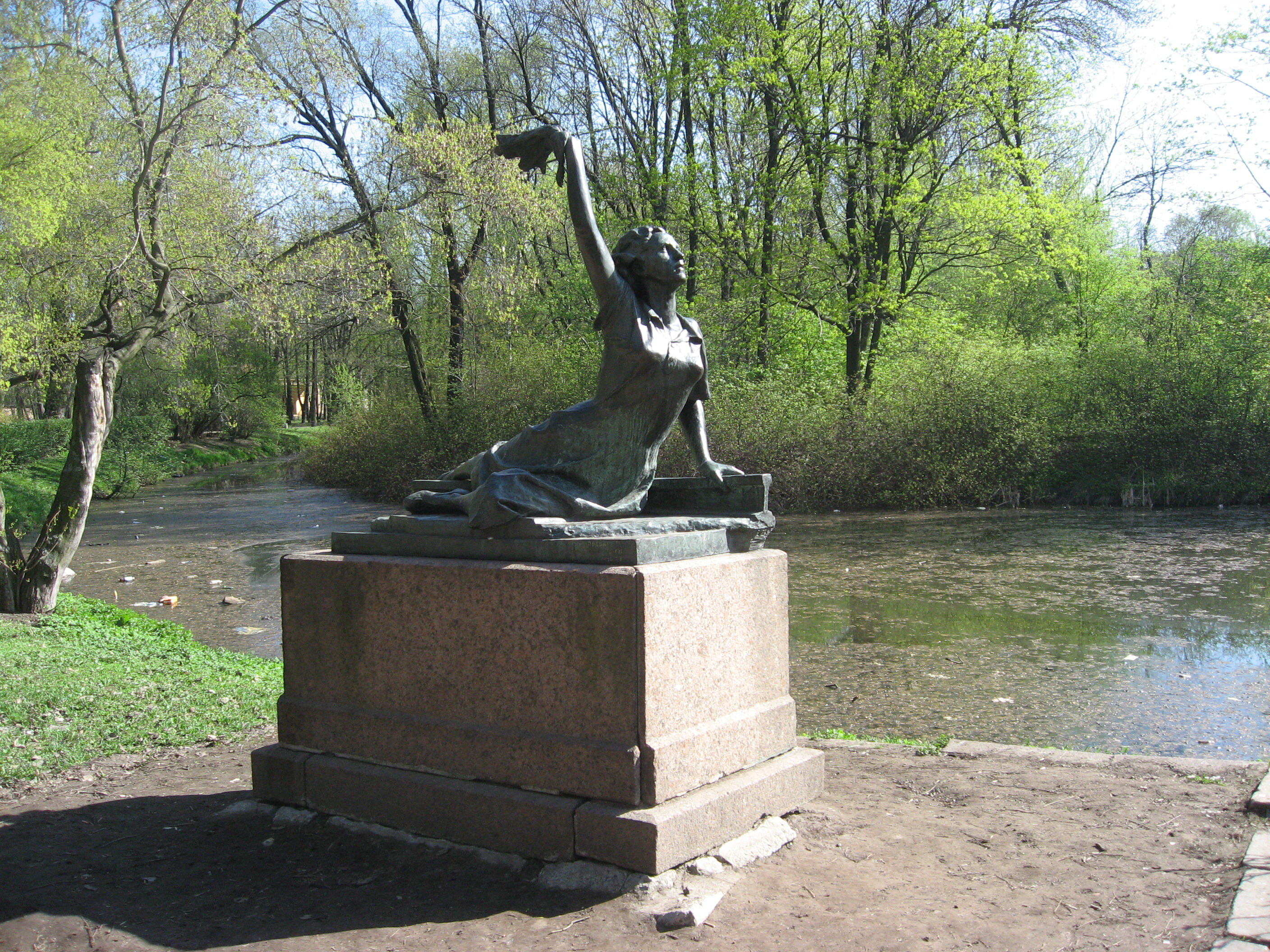
La statue au Parc de la Victoire à Saint-Pétersbourg.

## Filmographie
- Raymonde Dien se raconte, le 27 février 2010 [vidéo] « Visionner la vidéo », sur YouTube